# Acidocroton verrucosus
Acidocroton verrucosus är en törelväxtart som beskrevs av Ignatz Urban. Acidocroton verrucosus ingår i släktet Acidocroton och familjen törelväxter. IUCN kategoriserar arten globalt som sårbar.
Artens utbredningsområde är Jamaica. Inga underarter finns listade i Catalogue of Life.